# Nicolaikirche (Mehala)
Die Nicolaikirche ist eine serbisch-orthodoxe Kirche und ein denkmalgeschütztes historisches Gebäude an der Piața Avram Iancu in der Mehala, dem V. Stadtbezirk der westrumänischen Stadt Timișoara.
An diesem Platz befinden sich noch zwei weitere Kirchen, die rumänisch-orthodoxe Biserica Inaltarea Domnului und die römisch-katholische Marienkirche. Die Nicolaikirche ist zusammen mit der Serbisch-Orthodoxen Kathedrale an der Piața Unirii in der Inneren Stadt (rumänisch Cetate) und der Biserica Sfântul Mare Mucenic Gheorghe (deutsch Kirche des großen Märtyrers St. Georg) im 2. Bezirk Fabric (deutsch Fabrikstadt) eine der drei serbisch-orthodoxen Kirchen der Stadt.

## Geschichte
Die ersten Ansiedler der Mehala, die Raizen, gehörten der orthodoxen Glaubensgemeinschaft an. 1744 gründeten sie ihre damals noch gemeinsame serbisch-rumänische Parochie. Die Nicolaikirche ist das älteste dokumentierte Gebäude der Mehala und wurde 1793–1797 gebaut. Die wertvollen Malereien wurden von Nicolae Alexici geschaffen. Die Altarwand wurde von Mihailo Ianici, und die Ikonen von Sava Petrovici angefertigt.
Im Jahre 1887 trennte sich die orthodoxe Parochie in eine rumänische und eine serbische Glaubensgemeinschaft, und die Kirche wurde den serbisch-orthodoxen Gläubigen zugesprochen. Die rumänisch-orthodoxen Gläubigen errichteten in der Nachbarschaft an der Piața Avram Iancu ihre eigene Kirche, die allerdings nach 25 Jahren wegen Baufälligkeit ersetzt werden musste. An der gleichen Stelle fand 1925 die Grundsteinlegung des größten Gebäudes der Mehala, der rumänisch-orthodoxen Auferstehungskirche (Biserica Inaltarea Domnului) statt.